# Střítež (okres Frýdek-Místek)
Střítež (v místním nářečí Trzicież, polsky Trzycież, německy Trzitiesch) je obec, která leží v okrese Frýdek-Místek v Moravskoslezském kraji, v podhůří Moravskoslezských Beskyd na říčce Ropičanka, přítoku Olše, a na Černém potoku, který se přes soustavu místních rybníků vlévá do řeky Stonávky. Žije zde přibližně 1 100 obyvatel. Značnou část obyvatel tvoří polská menšina. Mezi okolní obce patří Smilovice, Vělopolí, Hnojník, Řeka.

## Název
Původ jména je nejednoznačný. Podle převažujícího názoru jde o hromadné podstatné jméno (typu mládež) od staročeského, jinak písemně nedoloženého výrazu pro rákos, který měl být hláskovým pokračováním (pozdně) praslovanského črětъ (téhož významu). Název vesnice by tak vyjadřoval polohu blízko rákosového porostu. Jiný, mladší názor, název pokládá za slovesné podstatné jméno (typu krádež) odvozené od slovesa střieti ve významu "kácet, mýtit". Název vesnice by pak vyjadřovalo její polohu ve vymýcené části lesa.

## Historie
Obec byla poprvé zmíněna v latinském dokumentu Liber fundationis episcopatus Vratislaviensis (kniha dávek vratislavského biskupství), která byla sepsána v době biskupa Jindřicha z Vrbna kolem roku 1305. Tato položka naznačuje, že obec byla v počátečním stádiu svého vzniku založena v souvislosti s sídelní akcí konanou na konci 13. století na území pozdějšího Horního Slezska. Politicky se obec tehdy nacházela v hranicích Těšínského knížectví, založeného v roce 1290, které bylo lénem českého království od roku 1327 a od roku 1526 v důsledku nástupu na český trůn Habsburků spolu s regionem až do roku 1918 v habsburské monarchii (obecně známé jako Rakousko). V roce 1910 měla obec 607 obyvatel, z toho bylo 585 (96,4%) polsky a 2 (3,6%) německy mluvících obyvatel.

## Obyvatelstvo

Věková struktura obyvatel obce Střítež roku 2011

## Doprava
Vesnice leží na jednokolejné regionální železniční trati se stejnojmennou stanici, silnici II/474 a silnici I/68. 

## Průmysl
V obci se nachází pivovar Radas.

## Pamětihodnosti
- pomník Josefa Mánesa z roku 1955
- evangelická hřbitovní kaple z roku 1972
- katolický kostel archanděla Michaela z roku 1806
- Tis ve Stříteži, památný strom, poblíž Mánesova pomníku (49°40′36″ s. š., 18°34′41″ v. d.)
- Vejmutovky ve Stříteži, dvojice památných stromů, v lese zjz. od obce (49°40′42″ s. š., 18°33′34″ v. d.)

## Galerie

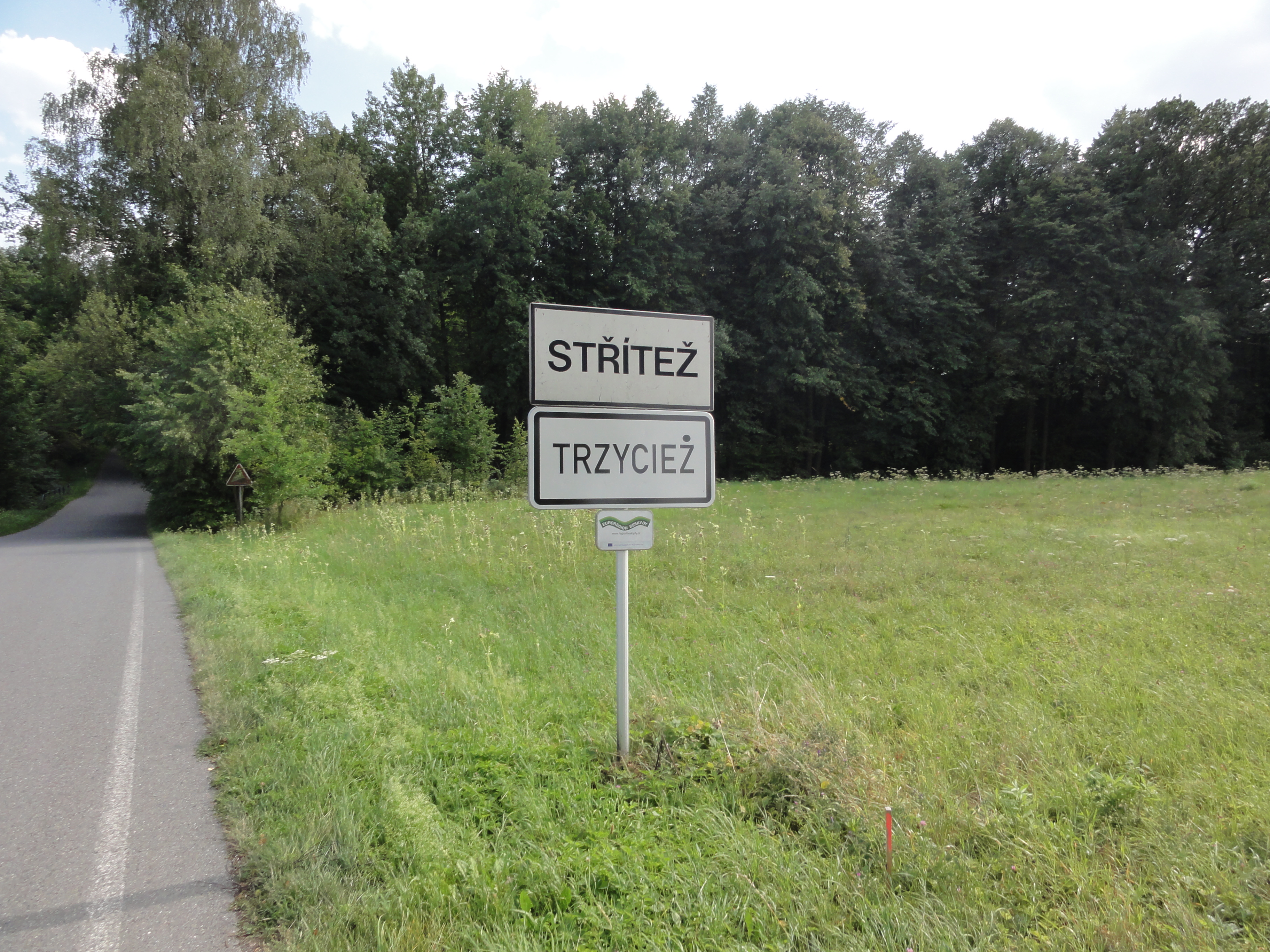
Dvojjazyčná tabule
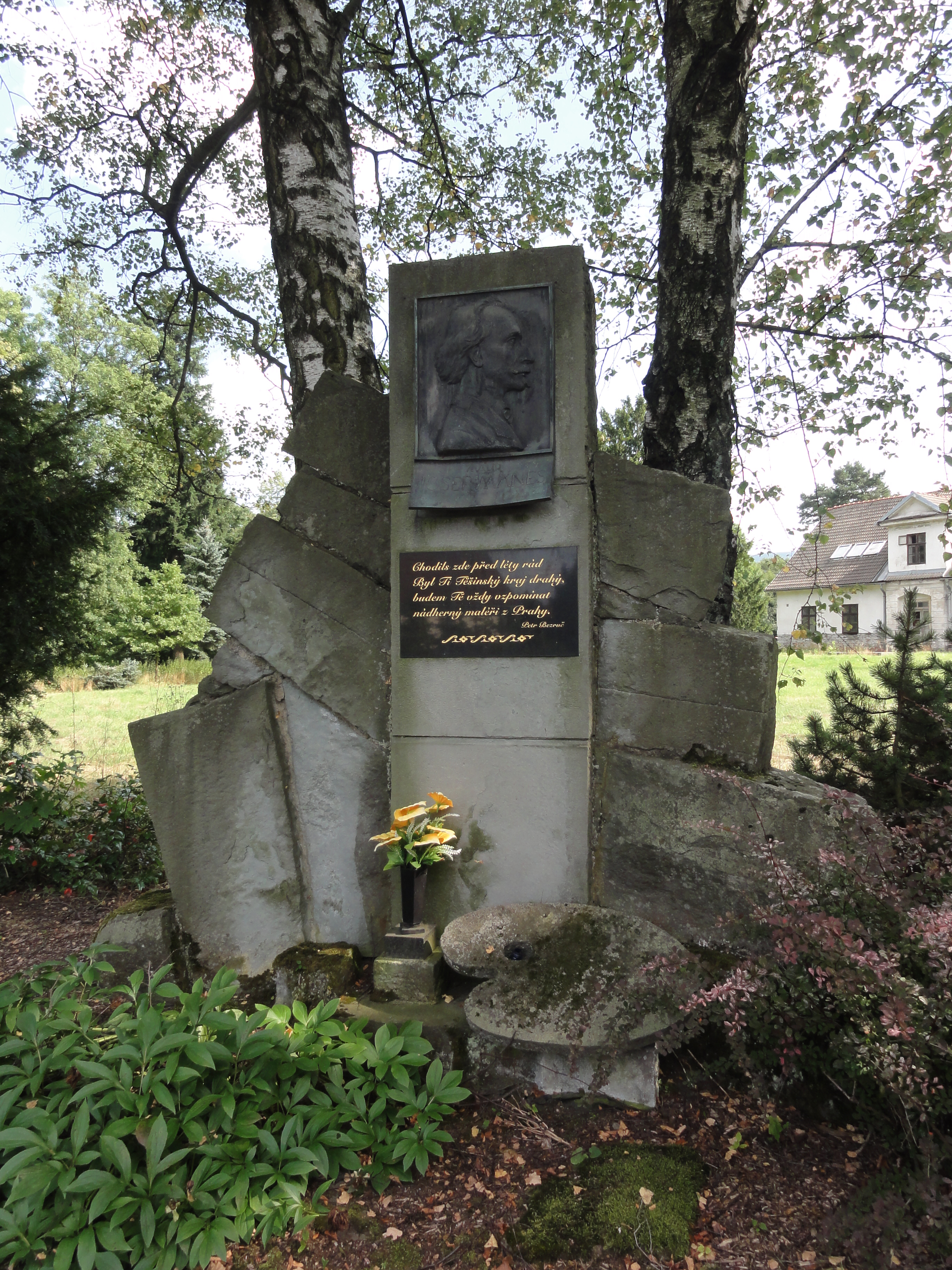
Pomník Josefa Mánesa
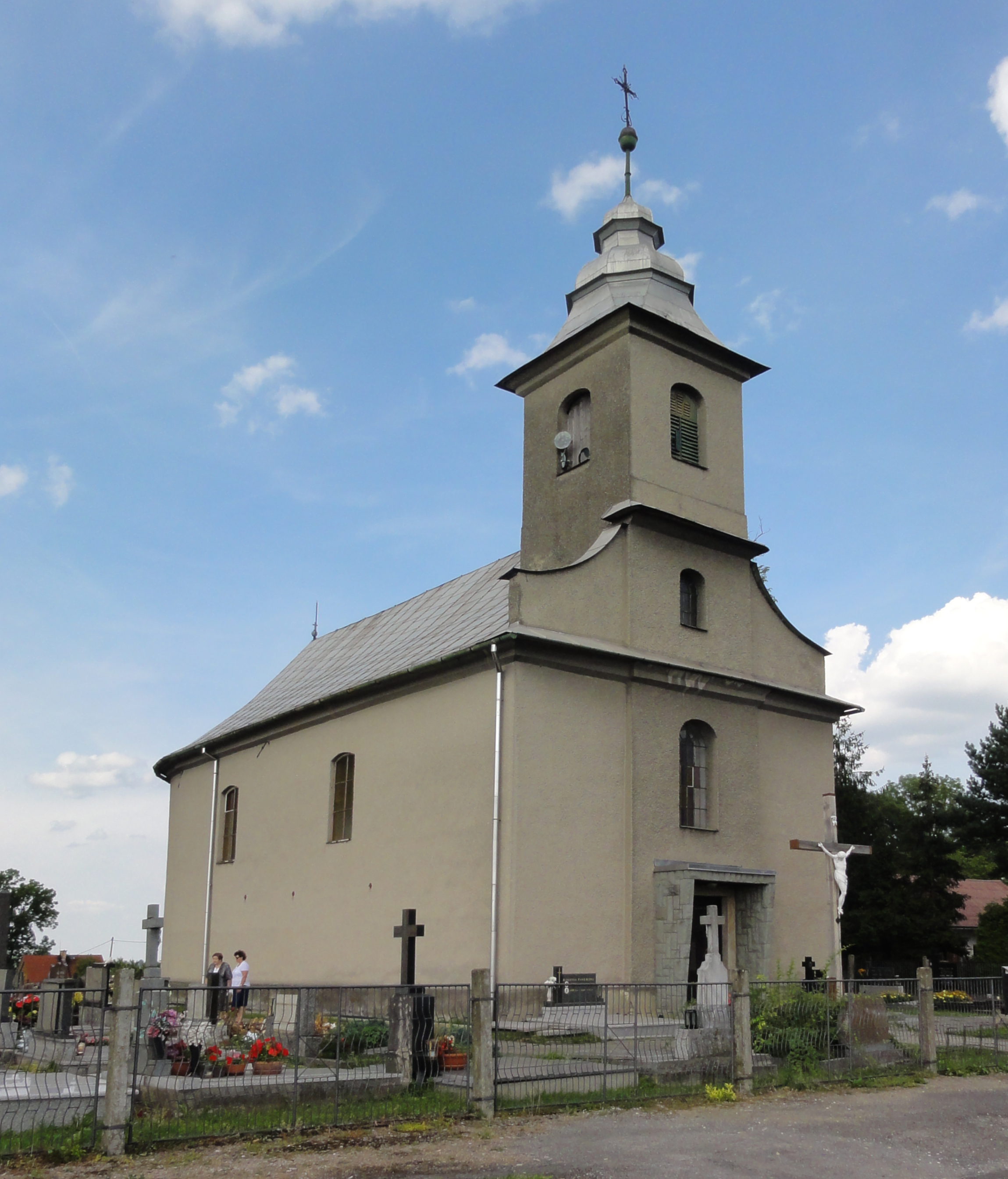
Katolický kostel sv. Michala Archanděla
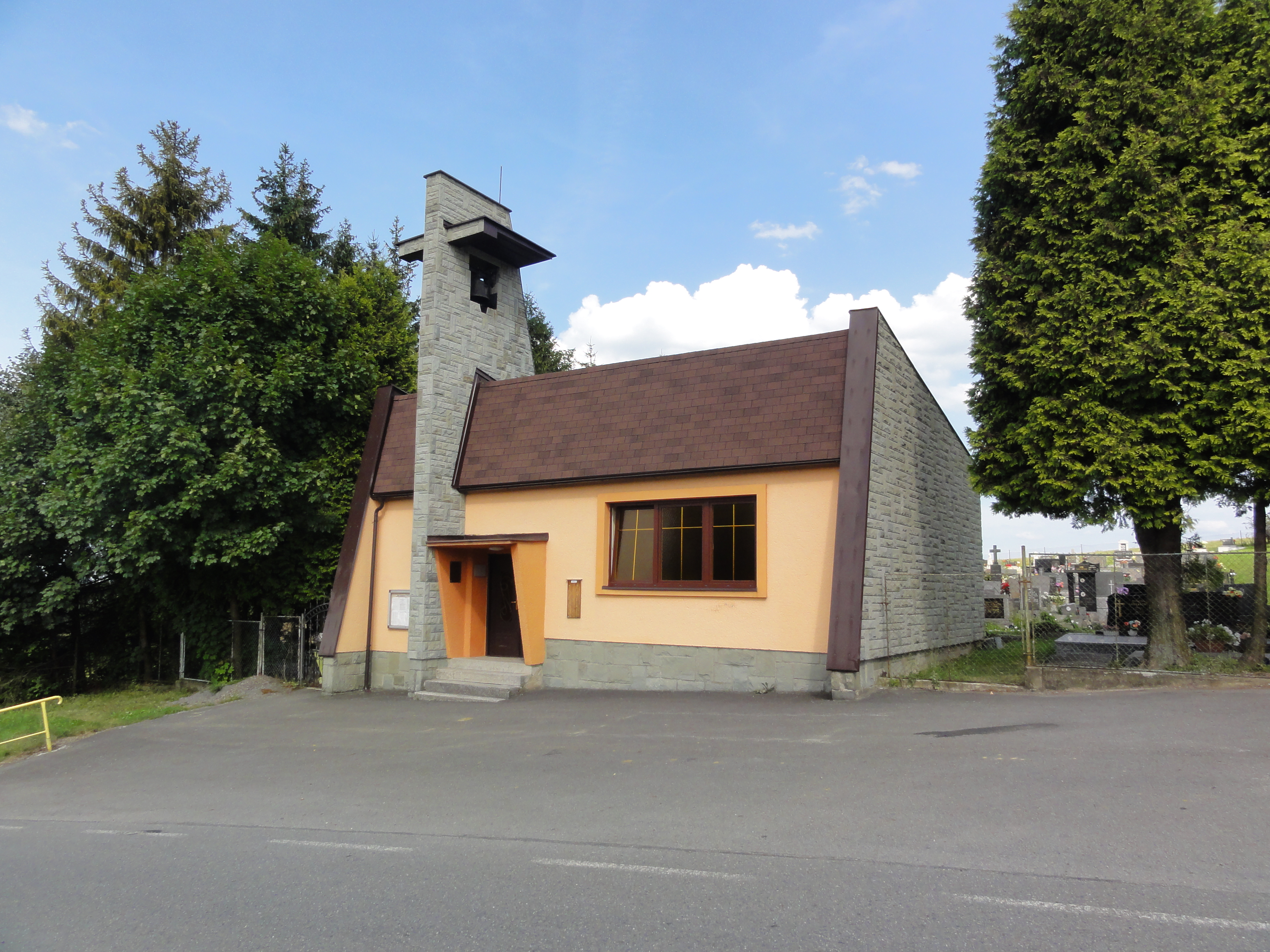
Luteránská kaple
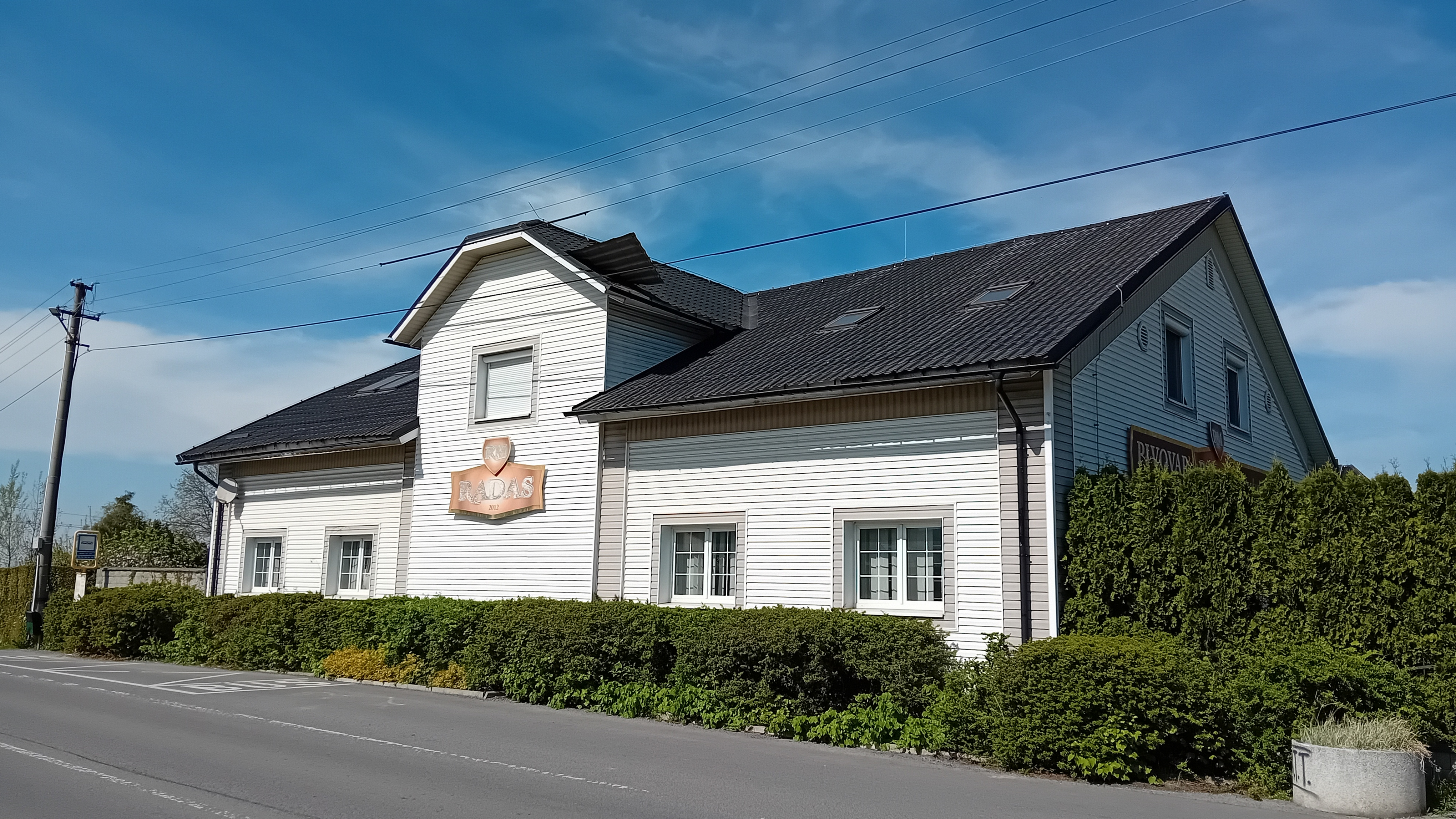
Pivovar Radas
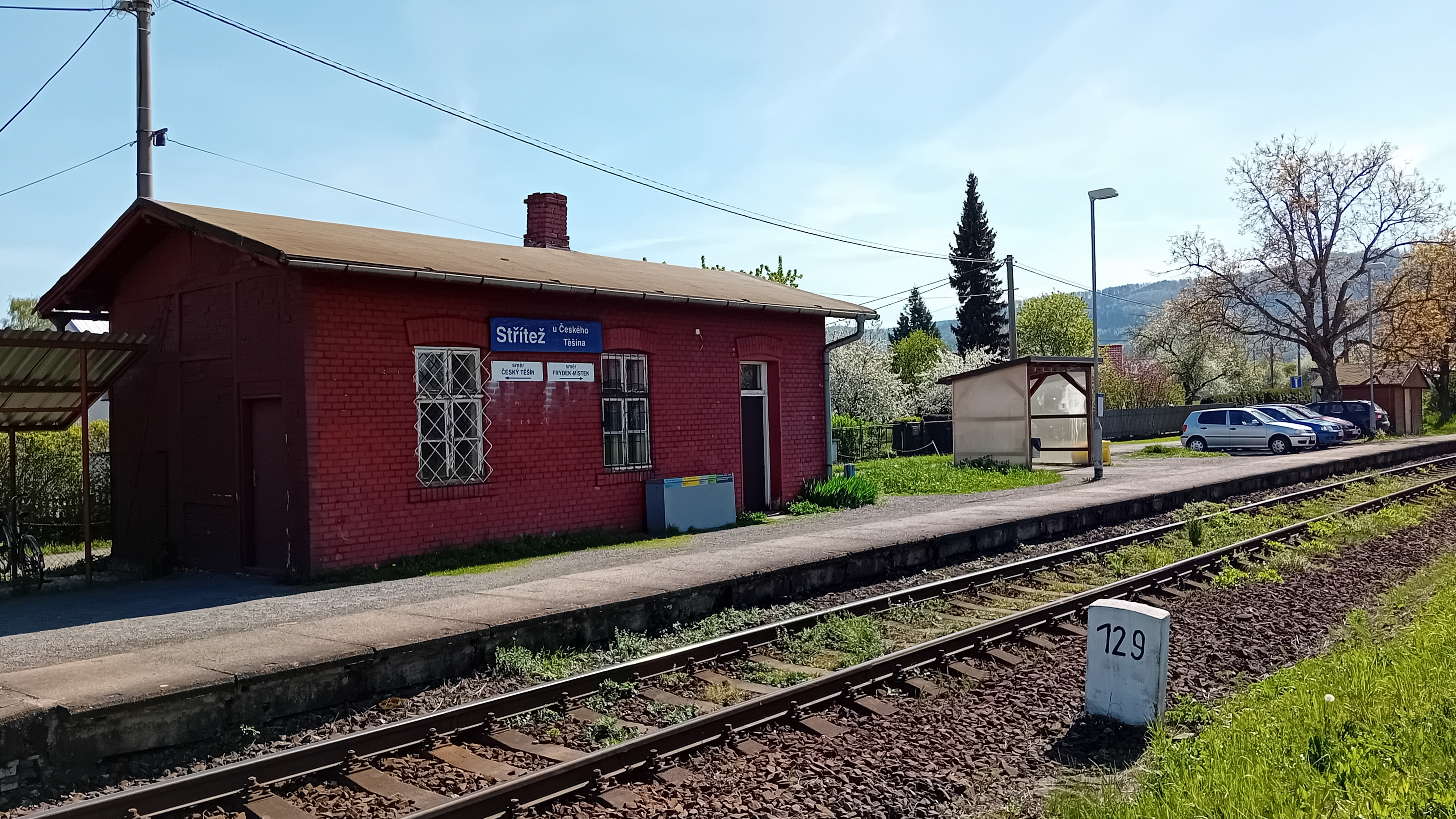
Železniční zastávka

## Významní rodáci
- Paweł Twardy (1737–1807), evangelický duchovní a spisovatel
- Ida Münzberg (1876–1955), akademická malířka
- Ondřej Krzywoń (1844–1911), evangelický superintendent